# Capela do Santo Sepulcro

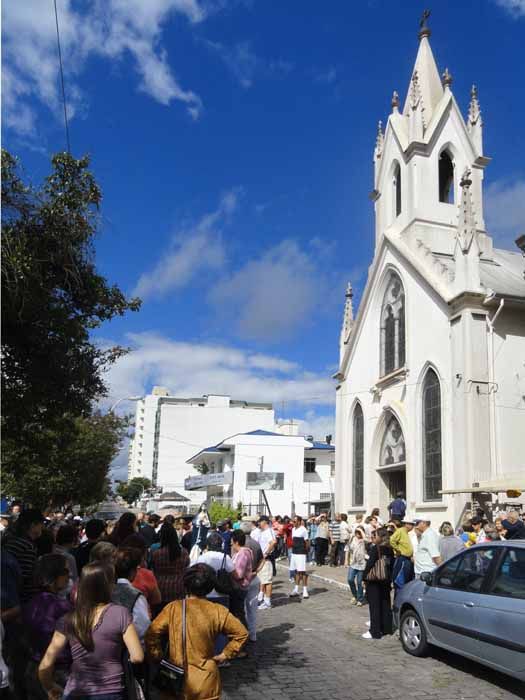
Procissão do Encontro saindo da Capela, 2012

A Capela do Santo Sepulcro, em Caxias do Sul, no Brasil, é uma edificação neogótica da Igreja Católica que abriga em seu interior várias obras de arte, incluindo estatuária de Michelangelo Zambelli, uma pintura mural de Aldo Locatelli e uma cripta com grupo escultórico em madeira talhado por Benvenuto Conte representando a cena da lamentação de Cristo Morto. É tombada pela Prefeitura Municipal e é um importante atrativo turístico da cidade. .

## Características
A capela é construída de pedra e tijolos maciços, com pilares demarcados em relevo, e aberturas ogivais e pináculos definidores de seu estilo neo-gótico. Possui uma única torre, servindo de campanário, encimando o centro da fachada. A capela que existe atualmente foi erguida atendendo a um pedido in extremis de Benvenuto Conte à sua filha Genoveva Conte Pieruccini, que cumpriu o desejo final do pai com a ajuda da comunidade e do arquiteto Luigi Valiera, sendo inaugurada em 31 de janeiro de 1937 com a presença do Bispo Dom José Barea. O prédio substituiu a antiga capela de madeira com chão de terra batida construída por Conte no final do século XIX. Em 1942, o terreno foi doado à Mitra Diocesana, passando para a administração da Paróquia Nossa Senhora de Lourdes.

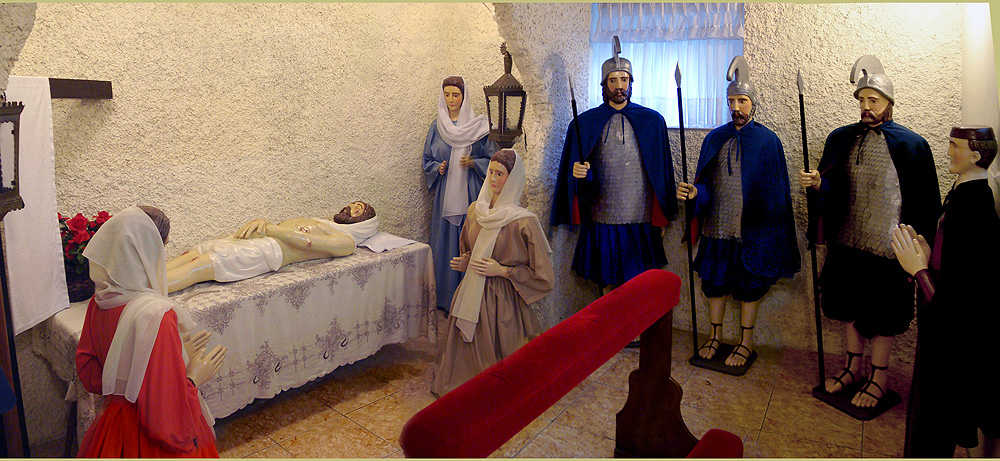
Cripta

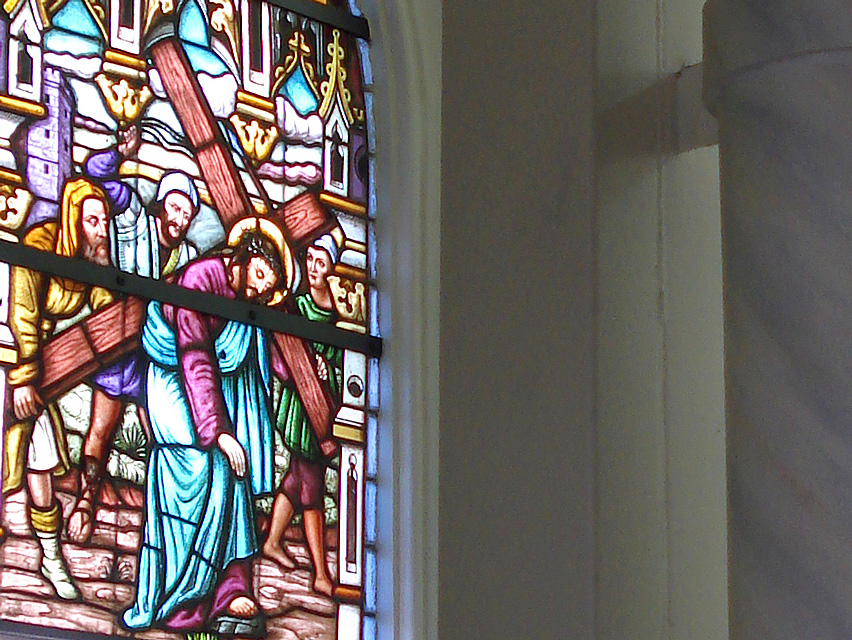
Vitral

Imigrante italiano, proveniente de Treviso, Benvenuto chegou em Caxias do Sul, então o Campo dos Bugres, por volta de 1878, após ter visitado a Terra Santa. Construiu sua moradia na atual Avenida Júlio de Castilhos e, ao lado dessa, um pequeno santuário. Visitando a Igreja do Santo Sepulcro, em Jerusalém, Benvenuto admirou o cenário sacro que viu, e tentou reproduzi-lo no pequeno santuário. Nunca havia praticado escultura antes; mesmo assim, criou, em madeira de lei e tamanho natural, imagens de quatro soldados romanos, José de Arimateia, a Virgem Maria, Maria Madalena, Maria, mãe de Tiago, um menino que segundo uma lenda teria recolhido os cravos da crucificação, e o Senhor Morto, auxiliado neste último por Pietro Stangherlin, que esculpiu seu rosto e as mãos.
As feições gerais do grupo são muito simplificadas, mas encantam pela sua espontaneidade e sabor popular. Com exceção do Cristo Morto, as imagens possuem pernas e braços articulados, e são vestidas com trajes de tecido, substituídos quando se desgastam. Porém as armaduras dos soldados, feitas com pequenas placas de metal costuradas sobre tecido, são originais. O conjunto forma um quadro evocativo e encontra-se em uma cripta que faz parte do santuário desde a sua primeira construção, e que é única na região.
Além dessas imagens, a Capela possui importantes peças de Michelangelo Zambelli, santeiro afamado nas colônias serranas: a Nossa Senhora das Dores (1938), e o Nosso Senhor dos Passos (com olhos de cristal e dentes verdadeiros, de 1942). Um afresco do celebrado Aldo Locatelli, de 1952, figurando a ressurreição de Cristo, adorna o teto sobre o altar principal, e as janelas são guarnecidas com uma série de 14 vitrais com as cenas da Via Sacra, elaborados por Hans Viet & Cia., de Porto Alegre.

## Tombamento
Ao longo do tempo o edifício perdeu algumas de suas características originais, como a cobertura de telhas francesas (hoje de zinco), os ladrilhos hidráulicos do piso da cripta (hoje lajotas cerâmicas), e os lustres de vidro Murano, substituídos por iluminação fluorescente. Reformas na iluminação da cripta também dissiparam a antiga atmosfera penumbrosa que inspirava maior recolhimento e devoção, e hoje o local mais se parece a uma sala de museu.
Mesmo assim a capela foi tombada como Patrimônio Histórico Municipal em 30 de julho de 2006, em virtude de seu precioso acervo artístico e de suas características arquitetônicas diferenciadas, únicas na região.
Em 2019 a Prefeitura incluiu a capela no projeto Itinerário Cultural de Aldo Locatelli, considerado uma ação de especial interesse para promoção da história e cultura do Município, objetivando ampliar a acessibilidade da população ao patrimônio local e criar instrumentos para fomentar sua preservação. A criação do Itinerário foi louvada pelo vereador Gustavo Toigo por seu potencial de estímulo ao turismo.

## Tradições
A capela tornou-se um centro religioso de vida própria, com diversas cerimônias e festividades especiais. Algumas foram sendo esquecidas, mas antigamente as mais populares eram a Transladação, quando a imagem de Nossa Senhora das Dores era levada em procissão até a Catedral, e a Procissão do Encontro, realizada alguns dias depois. Saindo da Capela do Santo Sepulcro, Nosso Senhor dos Passos encontrava-se, no cruzamento da rua Guia Lopes com avenida Júlio de Castilhos, com a imagem de Nossa Senhora das Dores, que voltava da Catedral. Nesse local, realizava-se o Sermão da Lágrima e as duas imagens retornavam à sua casa, a Capela.
Também integrava os rituais o Beijo do Senhor Morto, que acontecia na Sexta-feira Santa, reunindo milhares de fiéis até os dias de hoje. Depois do beijo, realiza-se outra procissão de encontro, levando-se a Virgem das Dores para encontrar o Senhor Morto que sai da Catedral. No meio do caminho as duas procissões se unem numa só e voltam à Catedral, diante da qual se realiza uma missa campal na Praça Dante Alighieri.